# 洛伦兹·冯·施泰因

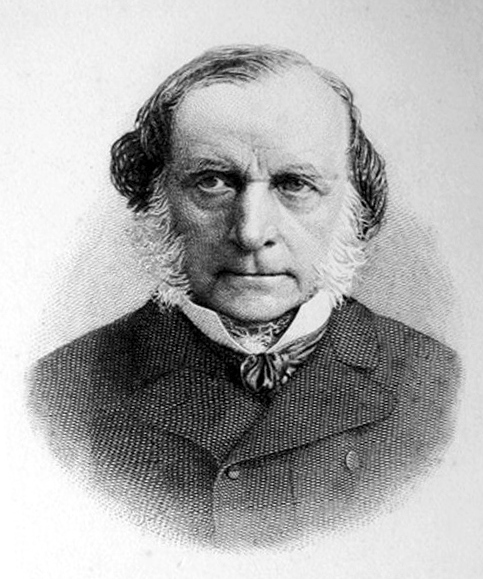
勞倫斯·馮·史坦恩

勞倫斯·馮·史坦恩（1815年11月18日—1890年9月23日），出生于德国埃肯弗德，为德国经济学家、社会学家、公共行政学家。作为日本明治时期改革的导师之一，其保守的政治主张影响到《明治宪法》的措词。

## 生平
勞倫斯·馮·史坦恩早年在基尔大学、巴黎大学、耶拿大学攻读哲学和法理学。在1846年至1851年期间，史坦恩在基尔大学担任教员，并出版著作《1789年至今（1850年）的法国社会运动史》，其中把“社会运动”的概念引入学术讨论。但因其对祖籍石勒苏益格的独立主张，而被学校解雇。1855年，他开始在维也纳大学任教，在其期间的作品被视为早期国际公共管理的基础。他也影响了公共财政的研究和实践。
在1882年，日本首相伊藤博文率领代表团赴欧学习西方政府系统。其代表团首先访问柏林，并受到鲁道夫·冯·戈内斯特的指教。此后奔赴维也纳大学，就学于史坦恩。史坦恩对日本代表团的建议为避免全民普选与政党政治。史坦恩并主张国家应该重于社会，而国家的目的应当是率领一种自上而下的社会改革。
史坦恩把黑格尔的辩证法引入公共管理及国家经济中，以提高此类科学的系统化。此外，他还对包括无产阶级、阶级斗争等历史概念进行经济学演绎。虽然如此，其与卡尔·马克思的理论影响及关联并不明确。

## 出版物
- Der Sozialismus und Communismus des heutigen Frankreich, Leipzig 1842, second edition, 1847.
- Die sozialistischen und kommunistischen Bewegungen seit der dritten französischen Revolution, Stuttgart, 1818.
- Geschichte der sozialen Bewegung in Frankreich von 1789 bis auf unsre Tage, Leipzig, 1850, 3 volumes.
- Geschichte des französischen Strafrechts, Basel, 1847.
- Französische Staats- und Rechtsgeschichte, Basel, 1846- 1848, 3 volumes.
- System der Staatswissenschaft, Volume 1: Statistik, Basel, 1852; Volume 2: Gesellschaftslehre, Basel, 1857.
- Die neue Gestaltung der Geld- und Kreditverhältnisse in Österreich, Vienna, 1855.
- Lehrbuch der Volkswirtschaft, Vienna, 1858; third edition as Lehrbuch der Nationalökonomie, third edition,1887.
- Lehrbuch der Finanzwissenschaft, Leipzig, 1860; fifth edition, 1885 - 1886, 4 volumes.
- Die Lehre vom Heerwesen, Stuttgart, 1872.
- Verwaltungslehre, Stuttgart, 1865- 1884, 8 volumes.
- Handbuch der Verwaltungslehre, Stuttgart, 1870; third edition, 1889, 3 volumes.